# John Rand
Pour les articles homonymes, voir Rand.
John Rand, né le 19 novembre 1871 à New Haven (Connecticut) et mort le 25 janvier 1940 à Los Angeles, est un acteur américain.

## Biographie
John Rand commence sa carrière cinématographique dans les années 1910, et joue plus particulièrement dans des films de Charles Chaplin. Il apparaît dans plus de vingt de ses films.

## Filmographie partielle
(CM = court métrage)
- 1915 : Charlot au music-hall de Charlie Chaplin (CM) : le chef d'orchestre (non crédité)
- 1915 : Charlot garçon de banque (ou Charlot à la banque) de Charlie Chaplin (CM) : un braqueur de banque / un vendeur (non crédité)
- 1915 : Charlot joue Carmen de Charlie Chaplin (CM) : Escamillo, un toréador (non crédité)
- 1915 : Charlot marin de Charlie Chaplin (CM) : le cuisinier du navire (non crédité)
- 1915 : Charlot musicien (ou Charlot vagabond) de Charlie Chaplin (CM) : un trompettiste (non crédité)
- 1916 : Charlot cambrioleur de Charlie Chaplin (CM) : le policier
- 1916 : Charlot patine de Charlie Chaplin (CM) : un serveur
- 1916 : Charlot pompier de Charlie Chaplin (CM) : un pompier
- 1916 : Charlot usurier (ou Charlot brocanteur) de Charlie Chaplin (CM) : un assistant
- 1916 : Charlot chef de rayon de Charlie Chaplin (CM) : le policier (non crédité)
- 1916 : Charlot et le comte de Charlie Chaplin (CM) : un invité
- 1916 : Charlot fait du ciné de Charlie Chaplin (CM) : le machiniste (non crédité)
- 1917 : Charlot fait une cure de Charlie Chaplin (CM) : le préposé au sanatorium
- 1917 : L'Émigrant de Charlie Chaplin (CM) : l'homme ivre qui mange
- 1918 : Charlot soldat de Charlie Chaplin (CM) : un soldat américain (non crédité)
- 1918 : Fatty cuisinier de Roscoe Arbuckle (CM) (non crédité)
- 1919 : La Petite Dame d'à côté de F. Richard Jones (CM) : le shérif
- 1921 : Charlot et le Masque de fer de Charlie Chaplin (CM) : un golfeur / un invité (non crédité)
- 1922 : Jour de paye de Charlie Chaplin (CM) : un ouvrier
- 1925 : La Ruée vers l'or de Charlie Chaplin : un prospecteur
- 1928 : Le Cirque de Charlie Chaplin : un assistant immobilier
- 1931 : Les Lumières de la ville de Charlie Chaplin : le clochard qui plonge pour récupérer un cigare (non crédité)
- 1936 : Les Temps modernes de Charlie Chaplin : un serveur (non crédité)